# Portugiesisch-sierra-leonische Beziehungen
Die portugiesisch-sierra-leonischen Beziehungen bezeichnen das zwischenstaatliche Verhältnis von Portugal und Sierra Leone (portugiesisch: Serra Leoa). Die Länder unterhalten direkte diplomatische Beziehungen.
Die heutigen Beziehungen sind gut, aber vergleichsweise schwach ausgeprägt. Portugal beteiligte sich an den internationalen Hilfsaktionen bei der Ebolafieber-Epidemie 2014. Bekannter Bezugspunkt zu Portugal in Sierra Leone ist jedoch der portugiesische Fußball, insbesondere Fußballstars wie Cristiano Ronaldo oder Renato Sanches sind dort populär. Auch historisch bestehen Anknüpfungspunkte, seit portugiesische Seefahrer ab 1440 als erste Europäer hier ankamen und die Kenntnisse über die hiesige Kultur nach Europa brachten, und dabei auch Kulturgegenstände handelten. Die afro-portugiesischen Elfenbeintrompeten zeugen im Gegenzug von portugiesischen Einflüssen auf die hiesige Kultur.
Im Jahr 2015 waren 63 Staatsbürger Sierra Leones in Portugal gemeldet, davon über die Hälfte (36) im Distrikt Lissabon. Portugiesen sind in Sierra Leone nicht gemeldet (Zahlen von 2005), jedoch arbeiten eine Reihe portugiesischer Spezialisten in Projekten internationaler Entwicklungszusammenarbeit, etwa in den Bereichen Energie, Gesundheit, Presse, Wirtschaft und Bildung.

## Geschichte

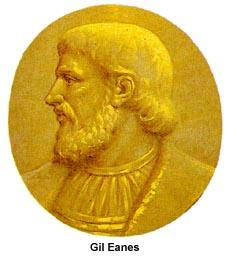
Der portugiesische Entdecker Gil Eanes war 1440 der erste Europäer im heutigen Sierra Leone

Als erster Europäer erreichte der portugiesische Entdecker Gil Eanes 1440 die Küste Sierra Leones. Ein anderer portugiesischer Seefahrer, Pedro de Sintra, nannte 1462 das Küstengebirge auf der heutigen Freetown-Halbinsel Serra Lyoa, „Löwenberge“ im altertümlichen Portugiesisch. Der Name wurde danach für den gesamten Küstenabschnitt verwendet und ist heute der Landesname.
Das Portugiesische Fort in Sierra Leone wurde Ende des 15. Jahrhunderts errichtet und vermutlich für den Schiffsbau genutzt. Für die Flotte Vasco da Gamas und den Seeweg nach Indien könnte das Fort als Lieferant von Schiffen, als Zwischenstation und als Informationssammelstelle zur Ausarbeitung der Reiseroute eine Rolle gespielt haben, danach verlor es seine Bedeutung und wurde nach kurzer Zeit wieder abgerissen.
Portugiesische Missionare wandten sich der Bekehrung der lokalen Bevölkerung zum Christentum zu, und Händler begannen insbesondere mit dem Sklavenhandel. Die portugiesischen Händler mussten sich jedoch zunehmend der Konkurrenz durch französische, niederländische, spanische und britische Händler und den Angriffen von Seeräubern erwehren. Seit 1562 der englische Sklavenhändler John Hawkins hier ins Sklavengeschäft einstig war die Region ohnehin langsam, aber zunehmend unter britischen Einfluss gekommen. Im 17. Jahrhundert war das Küstengebiet dann vollends unter britischer Kontrolle.
1728 plünderte der afro-portugiesische Sklavenhändler Jose Lopez da Moura die Insel Bunce Island und hielt sie kurze Zeit eingenommen.
Sierra Leone wurde 1961 von Großbritannien unabhängig. Freundliche Beziehungen zu Portugal entwickelten sich jedoch erst nach dem Ende des kolonialen Estado-Novo-Regimes durch die linksgerichtete Nelkenrevolution in Portugal 1974. Die neue portugiesische Regierung beendete danach die Portugiesischen Kolonialkriege, entließ seine bisherigen Kolonien 1975 in die Unabhängigkeit und richtete seine internationalen Beziehungen neu aus. Zu Sierra Leone entwickelten sich erst nach dem Ende der Amtszeit Siaka Stevens 1985 bilaterale Beziehungen.

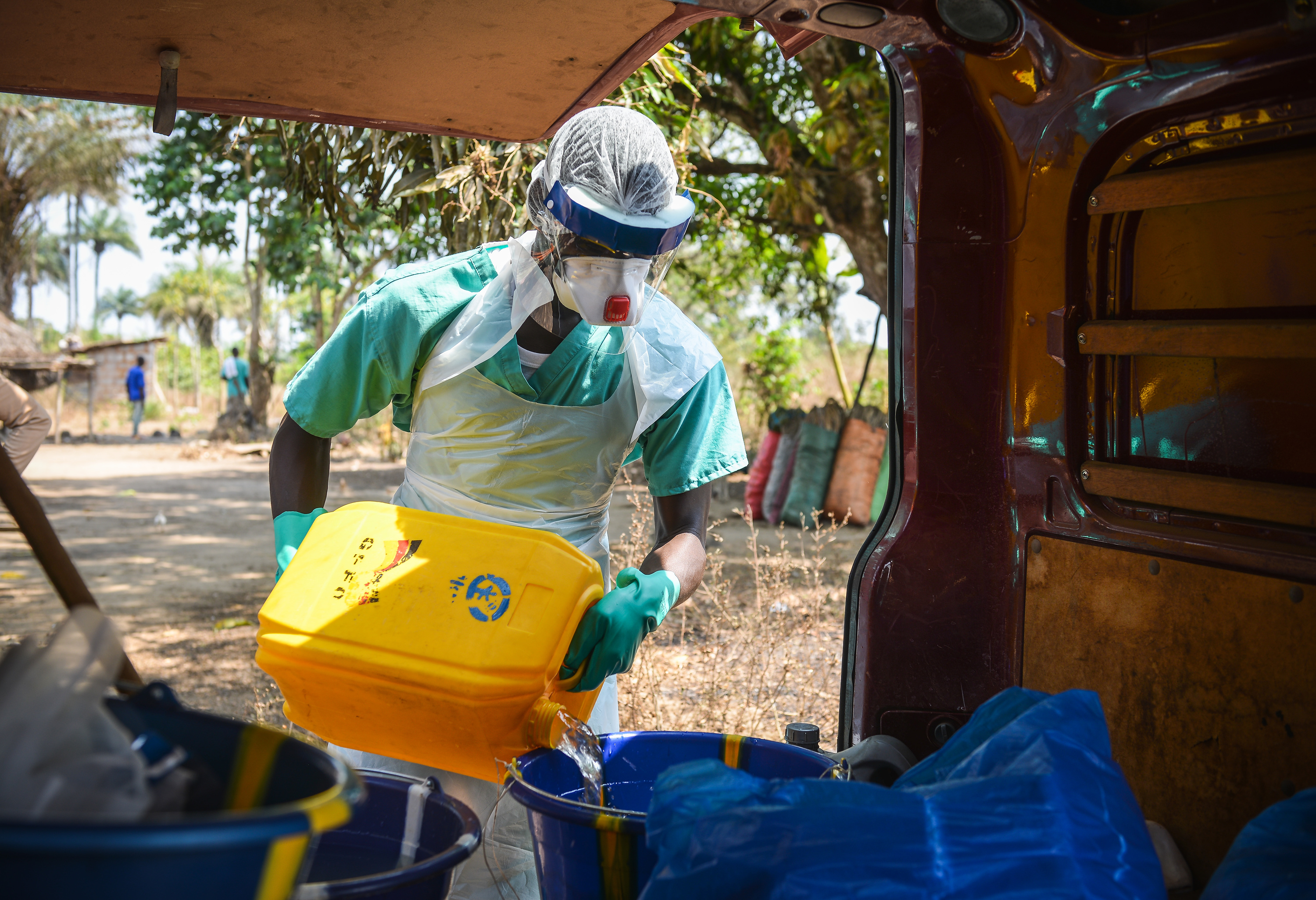
Im Port Loko District Ebola Response Centre, Februar 2015: auch Portugal war an der Hilfe für Sierra Leone beteiligt

Als erster Vertreter Portugals in Sierra Leone akkreditierte sich am 2. Juni 1987 Carlos Maria Moniz Tavares Matos Taquenho, portugiesischer Botschafter mit Amtssitz in der senegalesischen Hauptstadt Dakar. Gegenseitige Botschaften richteten die beiden Staaten seither nicht ein (Stand Mai 2017).
An der internationalen Hilfe für Sierra Leone während des grassierenden Ebolafiebers in Westafrika 2014 beteiligte sich auch Portugal, bis das Land Ende 2015 von der WHO für ebolafrei erklärt wurde. Dabei wurde u. a. auch auf die Erfahrung portugiesischer Ärzte mit Ebola und mit dem Marburg-Virus in Angola zurückgegriffen.

## Diplomatie
Portugal unterhält keine eigene Botschaft in Sierra Leone, das Land gehört seither zum Amtsbezirk der portugiesischen Botschaft im Senegal. Auch portugiesische Konsulate bestehen dort nicht.
Sierra Leone führt ebenfalls keine eigene Botschaft in Portugal, seine Vertretung in London ist für Portugal zuständig.
In der portugiesischen Hauptstadt Lissabon besteht ein Honorarkonsulat Sierra Leones.

## Wirtschaft
Die portugiesische Außenhandelskammer AICEP unterhält keine Niederlassung in Sierra Leone, zuständig ist das AICEP-Büro in der senegalesischen Hauptstadt Dakar.
Im Jahr 2016 exportierte Portugal Waren im Wert von 1,881 Mio. Euro nach Sierra Leone (2015: 1,464 Mio.; 2014: 1,044 Mio.; 2013: 4,004 Mio.; 2012: 3,366 Mio.; 2011: 4,312). Im Jahr 2015 waren davon 35,6 % landwirtschaftliche Erzeugnisse (vor allem Eier), 35,5 % Maschinen und Geräte, 16,1 % Holz und Kork und 3,4 % Fahrzeuge und Fahrzeugteile.
Im gleichen Zeitraum lieferte Sierra Leone Waren im Wert von 0,432 Mio. Euro an Portugal (2015: 0,043 Mio.; 2014: 0,091 Mio.; 2013: 0,215 Mio.; 2012: 0,141 Mio.), davon 70,9 % landwirtschaftliche Erzeugnisse (vor allem Kaffee) und 27,7 % Minerale und Erze. 2015 waren es noch ausschließlich Erze, besonders Titan.
Damit stand Sierra Leone für den portugiesischen Außenhandel 2016 an 144. Stelle sowohl als Abnehmer als auch als Lieferant, im sierra-leonischen Außenhandel rangierte Portugal 2015 an 70. Stelle als Abnehmer und an 45. Stelle als Lieferant.

## Kultur
Das portugiesische Kulturinstitut Instituto Camões ist nicht in Sierra Leone präsent, seine nächste Niederlassung ist in Guinea-Bissau.
Die erste Aufführung eines Stückes von William Shakespeare außerhalb Europas fand 1607 auf dem britischen Schiff Red Dragon an der Küste Sierra Leones statt. Vor Führern der Temne führten englische Matrosen Hamlet auf. Der afro-portugiesische Lucas Fernandez übersetzte dabei Wort für Wort in die Portugiesische Sprache, die den Eliten der Temne vertraut war. Die Temne unterhielten seit über 100 Jahren Handelsbeziehungen zu Portugal und sandten häufig ihre Prinzen zur Ausbildung nach Lissabon.
Im Museu Nacional Grão Vasco in Viseu ist ein bedeutender portugiesischer Ziborium-Kelch aus Sierra Leone zu sehen.

## Sport
Die Portugiesische Fußballnationalmannschaft und die sierra-leonische Auswahl der Männer haben bisher noch nicht gegeneinander gespielt, auch die portugiesische und die sierra-leonische Frauen-Nationalmannschaften trafen bisher noch nicht aufeinander (Stand April 2022).
Gelegentlich spielen sierra-leonische Spieler auch in Portugal, etwa Nationalspieler Lamin Conteh, der von 1997 bis 1999 bei Boavista Porto und dem Varzim SC spielte.